# Los tres mosqueteros (película de 1993)
Los tres mosqueteros de Alejandro Dumas es una adaptación cinematográfica de la novela de Alejandro Dumas Los Tres Mosqueteros, producida por Walt Disney Pictures y dirigida por Stephen Herek en el año 1993.

## Trama
Francia, 1625, el joven D´Artagnan se dirige a París para hacer su sueño realidad, el de convertirse en mosquetero. Sin embargo, al llegar allí se encuentra con que el Cardenal Richelieu, primer ministro del rey Luis XIII, ha ordenado su disolución, y ya solo quedan unos pocos recuerdos de lo que antes había sido la guardia especial del rey. Triste y enfadado, acaba retando a duelo, sin saberlo, a los más destacados mosqueteros: Athos, Porthos y Aramis, los cuales también desacatan la desmovilización. Tras esta serie de desafíos, los mosqueteros se dan cuenta de que tendrán un duelo con la misma persona, y se lo toman a broma, pasando a formar juntos un grupo que busca proteger a la monarquía de las maquinaciones del cardenal, quien para los mosqueteros, es de sobra conocido que codicia el poder.
El cardenal no iba a emprender sus intrigas solo, contando con la complicidad del capitán Rochefort, comandante de la guardia cardenalicia y quien no guarda ningún respeto a los tres mosqueteros, y mucho menos a D´Artagnan, cuyo padre lo dejó tuerto, cuenta también con Lady de Winter, una aliada y enlace del cardenal con el duque de Buckingham, favorito del rey de Inglaterra, con quien el cardenal quiere formar una alianza. El cuarteto es perseguido por mercenarios y cazarrecompensas enviados por Richelieu mientras se dirige a Calais, donde de Winter embarcaría a Inglaterra con un tratado secreto del cardenal con Buckingham, una prueba clara de traición, ella captura a D´Artagnan, pero los mosqueteros lo rescatan, y el hermano de Lord de Winter, en venganza por el asesinato de su hermano a manos de Milady, la entrega a las autoridades, pero Athos la reconoce, se trata de su esposa: Sabine, a quien entregó a las autoridades quienes la buscaban por ese crimen; justo antes de ser ejecutada, Sabine le dice a Athos, quien hasta ese momento aún le profesaba amor, que Richelieu pretende matar al rey el día de su cumpleaños, para después saltar de un acantilado.
Los mosqueteros llaman a sus compañeros a cumplir con su deber, y, en la aparición del rey en su cumpleaños, D´Artagnan descubre un francotirador, y logra desviar el disparo a tiempo, pero la guardia del cardenal se lleva a Luis XIII y a la reina Ana de Austria cautivos, todo el cuerpo de mosqueteros, ya unidos, se enfrenta a los hombres del cardenal para salvar al rey, D´Artagnan se bate con Rochefort quien le revela que es el asesino de su padre, el gascón logra vengar a su padre matando a Rochefort tras un reñido duelo, y de paso, recuperar su espada, tomada por Rochefort; los tres mosqueteros persiguen a Richelieu hasta las catacumbas, donde él esta huyendo en una barca, en la cual Aramis, quien sobrevivió ileso milagrosamente a un disparo del cardenal, está a punto de hacerlo prisionero, pero el rey lo detiene, solo para golpear y lanzar al agua a Richelieu.
Los tres mosqueteros y D´Artagnan se presentan ante el rey, y éste, como recompensa, decide cumplir el sueño del gascón, y lo nombra mosquetero, para júbilo del resto del cuerpo y de una dama de compañía de la reina, quien ya se había interesado en él, al salir del palacio del Louvre, resulta que D´Artagnan tiene otro duelo pendiente, pero esta vez los cuatro alzan su lema: "todos para uno y uno para todos", y el cuerpo de mosqueteros al completo persigue a los duelistas.

## Reparto
- Charlie Sheen como Aramis.
- Kiefer Sutherland como Athos.
- Chris O'Donnell como D'Artagnan.
- Oliver Platt como Porthos.
- Tim Curry como Cardenal Richelieu.
- Rebecca De Mornay como Milady.
- Gabrielle Anwar como Reina Ana.
- Michael Wincott como Rochefort.
- Paul McGann como Girard/Jussac
- Julie Delpy como Constance.
- Hugh O'Conor como Rey Luis.

## Diferencias con la novela
- La trama argumental relativa al collar de herretes de diamantes de la reina Ana de Austria y su vínculo amoroso con el Duque de Buckingham, que constituye la primera parte de la obra, es obviada completamente en la película.
- En el libro nunca existieron escenas como el rescate de D'Artagnan por los mosqueteros, la persecución en la carroza de Richelieu, el intento de asesinato del rey o los duelos finales en el palacio, entre otras.
- Si bien, en la película, Richelieu le menciona al rey la preparación del asedio de La Rochelle, las aventuras de los mosqueteros relatados en el libro sobre ese suceso histórico son omitidas en el filme.
- En el libro no existen Girard, ni sus hermanos. En tanto, en la película no aparecen personajes importantes en la trama, como Monsieur Treville, el duque de Buckingham (aunque es mencionado como un símil de Richelieu en Inglaterra), Monsieur Bonacieux, Planchet, o Felton.
- El cardenal Richelieu, si bien es uno de los antagonistas en el libro, en la película se presenta mucho más malvado, casi caricaturizado. Disuelve el cuerpo de mosqueteros y conspira para hacerse del poder real. Finalmente termina cayendo de una barca tras ser golpeado por el rey. Sin embargo, estas situaciones no existieron en la novela y menos históricamente.
- En la novela, Milady de Winter es la verdadera villana y termina ejecutada por órdenes de los mosqueteros. Por lo tanto, no hubo reconciliación posible entre Milady y Athos. No obstante, en la película, pese a ser una criminal, no dejó de amar a Athos y le revela a los mosqueteros los planes de Richelieu, para luego quitarse la vida.
- En la novela, Richelieu le firma y le entrega un salvoconducto a Milady, consintiéndole deshacerse de sus enemigos. No obstante, antes de escapar a Inglaterra, pierde el documento a manos de Athos. En la película, Richelieu no le entrega a Milady un salvoconducto, sino un tratado que debía hacer llegar al Duque de Buckingham, para así celebrar una alianza secreta contra el rey Luis XIII. El tratado es arrebatado igualmente por Athos, en Calais.
- En la película, Rochefort es caracterizado como un personaje siniestro y tuerto (al igual que las versiones de 1973 y de 1974 de Richard Lester), que mató al padre de D'Artagnan. En la novela, pese a ser uno de los antagonistas, no era tan malo y sólo tenía una cicatriz en el rostro,
- Constance tiene un papel pequeño en la película como la amada de D'Artagnan. En la novela tiene mayor protagonismo: está casada con Monsieur Bonacieux, el casero de D'Artagnan, y muere tras ser envenenada por Milady, mientras se encontraba refugiada en un convento.
- Un hecho histórico del que se hace mención en la película y que el libro no profundiza es la muerte del anterior rey y padre de Luis XIII. En un ejercicio ficticio, la película señala que el padre de D'Artagnan trató de salvarlo, pero murió en el intento a manos de un mosquetero traidor que no era otro que Rochefort.

## Comentario
Producida por Disney y estrenada en 1993, contó con la dirección de Stephen Herek. El guion fue desarrollado por David Loughery y tuvo la participación de actores como Charlie Sheen (Aramis), Kiefer Sutherland (Athos), Chris O'Donnell (D'artagnan), Oliver Platt (Porthos), Rebecca De Mornay (Milady de Winter) y Tim Curry (Cardenal Richelieu).
Fue filmada en su mayoría en Perchtoldsdorf, Austria. Sin embargo, algunas escenas se hicieron en Cornualles, Inglaterra. Un pequeño bosque llamado Golitha Falls fue usado en una secuencia de persecución. La pequeña villa de Charlestown alberga el galeón utilizado para una escena nocturna.
El crítico Leonard Maltin bautizó esta versión "jóvenes espadas", como un juego de palabras haciendo referencia al western Young Guns que reunió a Sheen y Sutherland, siendo esta última película la que los lanzó a la fama. Esta versión del clásico de Dumas en general recibió recepción negativa. El sitio web Rotten Tomatoes le da una calificación de solo 31 %. Chris O'Donnell fue nominado para un premio Golden Raspberry como peor actor de reparto por su trabajo en la película, pero perdió frente a Woody Harrelson de Propuesta indecente.
La película recaudó $ 11.5 millones en su primer fin de semana de viernes a domingo, colocándolo en el número 1 en la taquilla.

## Banda sonora
La música de Los tres mosqueteros de Alejandro Dumas fue compuesta por Michael Kamen y además contó con la colaboración de Bryan Adams para la composición del tema principal, "All For Love", interpretado por éste junto con Sting y Rod Stewart.

## Premios
- 1995
  - ASCAP - Most Performed Songs from Motion Pictures.
  - BMI Film & TV Awards - Most Performed Song from a Film.

Además consiguió varias nominaciones a otros premios, entre los que destaca el MTV Movie Award a la Mejor canción.